# Gedruckte Elektronik

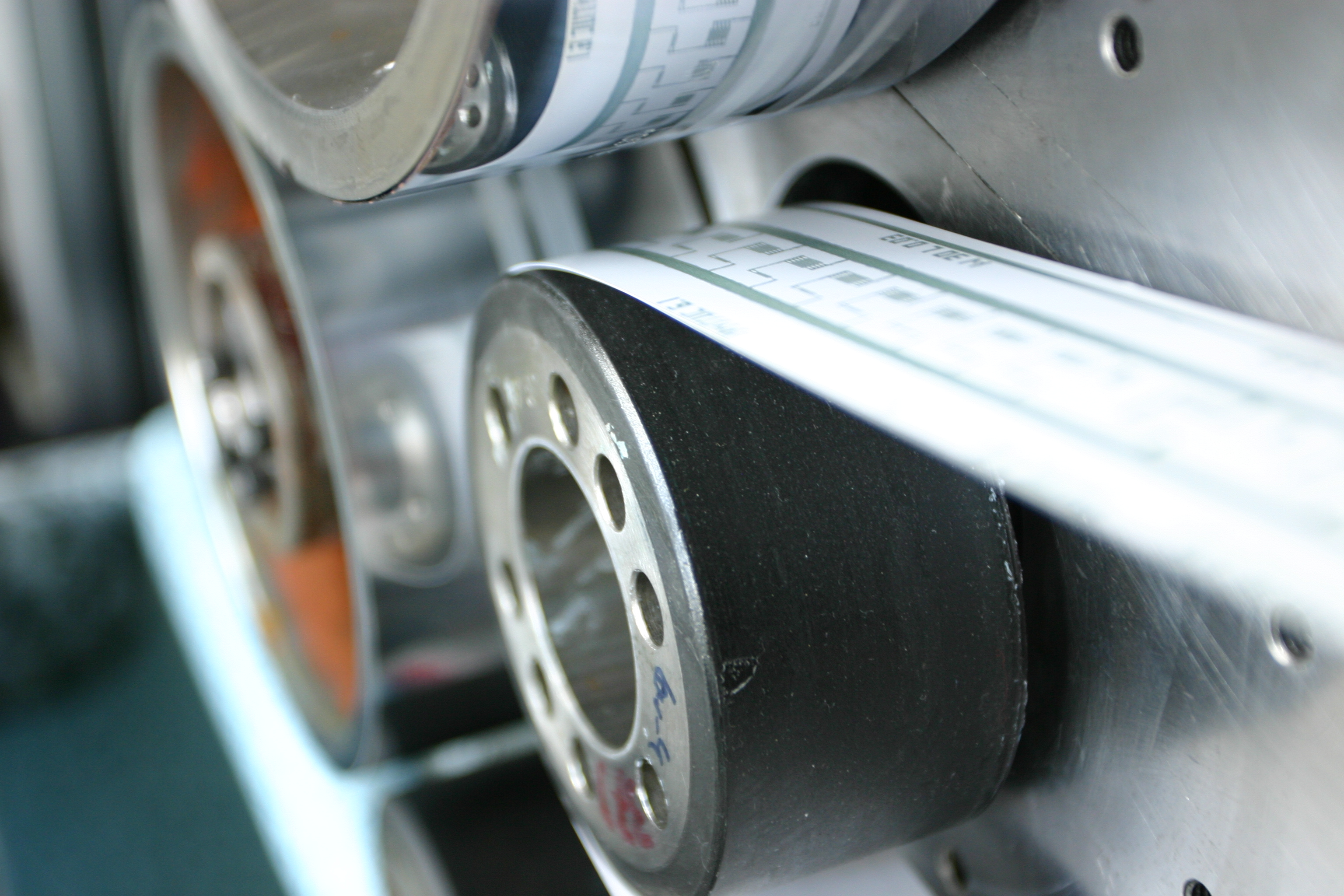
Herstellung elektronischer Strukturen im Tiefdruck auf Papier (Technische Universität Chemnitz).

Gedruckte Elektronik (englisch printed electronics) bezeichnet elektronische Bauelemente, Baugruppen und Anwendungen, die vollständig oder teilweise mittels Druckverfahren hergestellt werden. Anstelle der Druckfarben werden elektronische Funktionsmaterialien, die in flüssiger oder pastöser Form vorliegen, verdruckt. Häufig handelt es sich dabei um organische Materialien, insofern ist die gedruckte Elektronik ein Teilgebiet der organischen Elektronik und wird als Schlüsseltechnologie zu deren Herstellung angesehen. Durch eine erhebliche Reduzierung der Herstellungskosten, durch die Möglichkeit, großflächige und flexible Substrate zu bedrucken, sowie durch neuartige Funktionalitäten sollen Anwendungsfelder für die Elektronik erschlossen werden, die der konventionellen (anorganischen) Elektronik bisher nicht oder nur eingeschränkt zugänglich waren. Neue Entwicklungen durch die gedruckte Elektronik zeichnen sich u. a. in Anwendungen wie RFID, Displays und Solarzellen ab.

## Grundlagen
Die gedruckte Elektronik vereint Erkenntnisse und Entwicklungen der Drucktechnologie, der Elektronik sowie der Chemie und Werkstoffwissenschaft, insbesondere der organischen und Polymerchemie. Wegbereitend ist die Entwicklung der organischen Elektronik, die wiederum auf der Entwicklung organischer elektronischer Funktionsmaterialien basiert. Neben den elektronischen Funktionalitäten (Leiter, Halbleiter, Elektrolumineszenz usw.) führte die Prozessierbarkeit in flüssiger Form als Lösung, Dispersion oder Suspension solcher Materialien zur Entwicklung der gedruckten Elektronik. Daneben werden aber auch anorganische Materialien, die sich in flüssiger Form prozessieren lassen, verwendet.
Insofern es sich bei der gedruckten Elektronik um Bauelemente aus der organischen Elektronik handelt, unterscheiden sich diese in Aufbau, Funktionsweise und Funktionalität teilweise von konventioneller Elektronik. Deshalb spielt das Design und die Optimierung der Bauelemente und Schaltungen unter Berücksichtigung des speziellen Herstellungsverfahrens eine wichtige Rolle in der Entwicklung der gedruckten Elektronik.
Zur Herstellung gedruckter Elektronik kommen fast alle industriellen Druckverfahren, meist in angepasster oder modifizierter Form, zur Anwendung. Analog zum konventionellen Bilderdruck, bei dem mehrere Farbschichten übereinander aufgetragen werden, werden in der gedruckten Elektronik elektronische Dünnschicht-Bauelemente durch das Übereinanderdrucken mehrerer Funktionsschichten hergestellt. Jedoch unterscheiden sich sowohl die verwendeten Materialien als auch die geforderten Eigenschaften der gedruckten Schichten wesentlich voneinander, so dass die aufeinander abgestimmte Anpassung und Weiterentwicklung der verwendeten Druckverfahren und der verdruckten Materialien die zentrale Aufgabe in der Entwicklung der gedruckten Elektronik darstellt.
Beispielsweise ist die maximale Auflösung der gedruckten Strukturen im konventionellen Bilderdruck durch die Auflösung des menschlichen Auges bestimmt. Strukturgrößen unterhalb von etwa 20 µm können vom menschlichen Auge nicht wahrgenommen und in herkömmlichen Druckprozessen meist auch nicht hergestellt werden. Dagegen sind in der Elektronik höhere Auflösungen wünschenswert, da diese unmittelbar die Integrationsdichte, aber auch die Funktionalität von Bauelementen (insbesondere von Transistoren) beeinflussen. Ähnliches gilt für die Passgenauigkeit übereinander gedruckter Schichten.
Schwankungen in der Dicke und anderen Schichteigenschaften sowie das Auftreten von Löchern sind beim konventionellen Drucken nur insofern von Relevanz, als sie vom menschlichen Auge wahrgenommen werden können. Dagegen stellen sie in der gedruckten Elektronik wesentliche Qualitätsmerkmale für die Funktion der gedruckten Bauelemente dar. Umgekehrt ist hier der visuelle Eindruck irrelevant. Hinzu kommt, dass in der gedruckten Elektronik eine größere Vielfalt von Materialien verarbeitet werden muss, woraus sich neue Anforderungen an die Kompatibilität aufeinander gedruckter Schichten hinsichtlich Benetzung, Haftung und des gegenseitigen Anlösens ergeben.

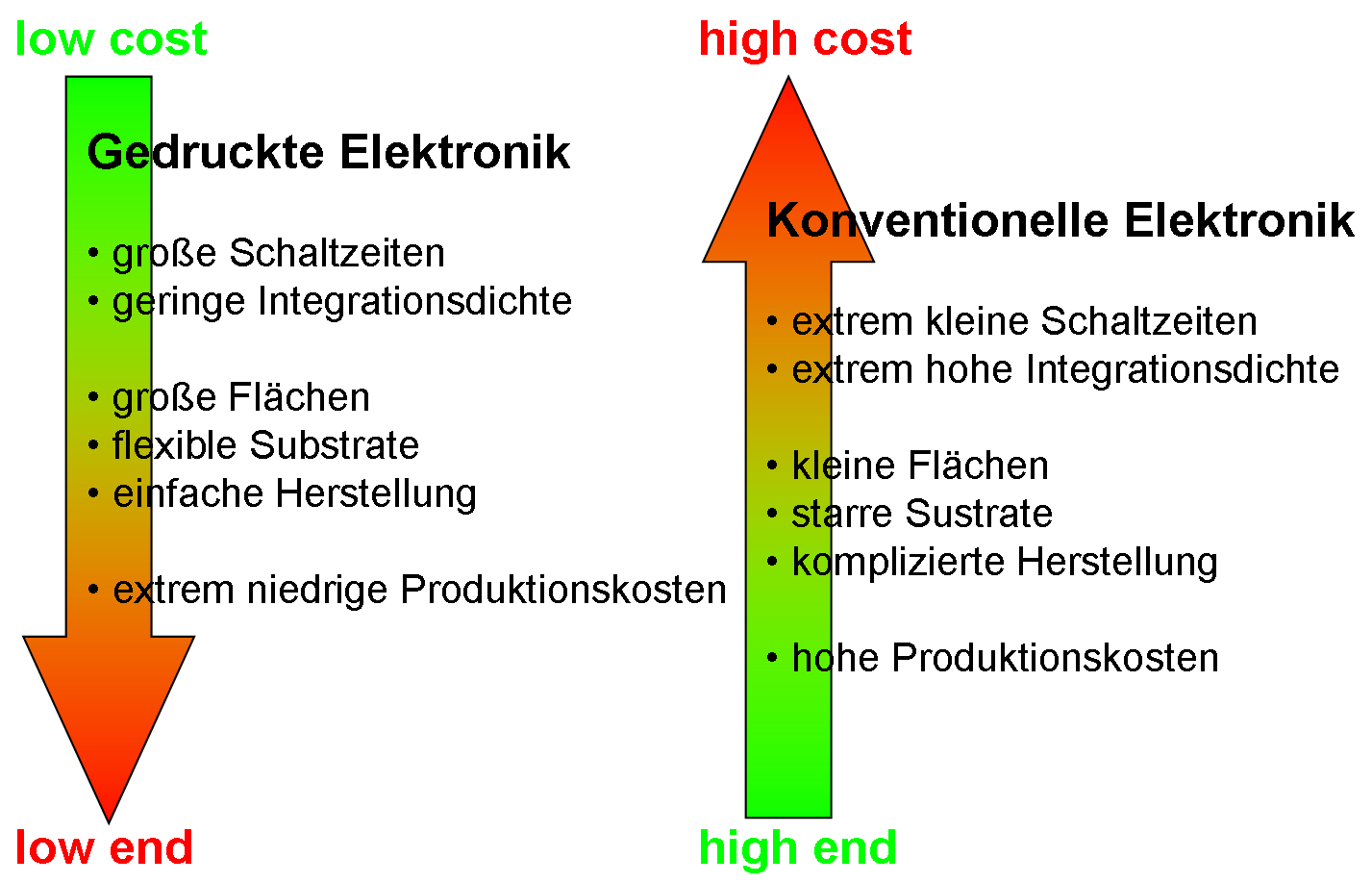
Gedruckte und konventionelle Elektronik als komplementäre Technologien.

Im Vergleich zur konventionellen Mikroelektronik zeichnet sich die gedruckte Elektronik durch eine einfachere, flexiblere und vor allem kostengünstigere Herstellung aus. Sie soll elektronischen Anwendungen eine wesentlich größere Verbreitung, Vernetzung und Durchdringung auch im Alltag ermöglichen. Ein Beispiel hierfür ist die Ausstattung der Verpackung von Alltagsgütern mit gedruckten RFID-Systemen, die eine kontaktlose Identifizierung im Handel und Transport ermöglicht. Zudem ermöglicht die gedruckte Elektronik die einfache Realisierung und Integration von speziellen Eigenschaften und Funktionalitäten (z. B. flexible Displays und Solarzellen).
In der Regel bleibt die Leistungsfähigkeit von gedruckter Elektronik hinsichtlich der jeweiligen Funktion, abgesehen von einigen Ausnahmen z. B. auf dem Gebiet der Leuchtdioden, hinter der der konventionellen Elektronik zurück. Elektronische Anwendungen mit hohen Schaltfrequenzen und hoher Integrationsdichte (sog. „High-end-Elektronik“) werden auf absehbare Zeit von der herkömmlichen Elektronik dominiert werden, die jedoch auch vergleichsweise hohe Investitions- und Herstellungskosten erfordert. Dagegen zielt die gedruckte Elektronik als dazu komplementäre Technologie auf die Etablierung einer „Low-cost-Elektronik“ für Anwendungsbereiche, in denen die hohe Leistungsfähigkeit der konventionellen Elektronik nicht erforderlich ist.

## Verfahren
Die Attraktivität der Anwendung von Druckverfahren zur Herstellung von Elektronik resultiert in erster Linie aus der Möglichkeit, Stapel von mikrostrukturierten Schichten (und somit Dünnschicht-Bauelemente) in wesentlich einfacherer und kostengünstigerer Weise als in der konventionellen Elektronik herzustellen. Daneben spielt auch die Möglichkeit eine Rolle, neue oder verbesserte Funktionalitäten (z. B. mechanische Flexibilität) zu erzeugen. Die Auswahl des verwendeten Druckverfahrens richtet sich nach den Anforderungen an die gedruckten Schichten, nach den Eigenschaften der verdruckten Materialien sowie nach wirtschaftlichen und technischen Erwägungen hinsichtlich der hergestellten Produkte. Von den herkömmlichen industriellen Druckverfahren werden hauptsächlich der Inkjet- und Siebdruck sowie die sog. Massendruckverfahren Tief-, Offset- und Flexodruck in der gedruckten Elektronik verwendet. Während die Massendruckverfahren meist als Rolle-zu-Rolle-Verfahren (web-fed) eingesetzt werden, kommen der Sieb- und der Inkjetdruck meist als Bogenverfahren (sheet-fed) zum Einsatz. Es existieren aber auch die jeweils anderen Varianten.

### Massendruckverfahren
Die Massendruckverfahren Tief-, Offset- und Flexodruck zeichnen sich im Vergleich mit anderen Druckverfahren vor allem durch eine weit überlegene Produktivität, die sich in einem Flächendurchsatz von vielen 10.000 m²/h ausdrückt, aus. Sie sind daher in besonderer Weise geeignet, die Herstellungskosten drastisch zu senken, wenn sie auf das Drucken von Elektronik angewendet werden. Aufgrund ihres hohen Entwicklungsstandes und der Vielfalt von verfügbaren Verfahren und Verfahrensvarianten ermöglichen sie gleichzeitig hohe Auflösungen bis zu 20 µm und darunter, hohe Schichtqualitäten sowie eine große Breite an erreichbaren Schichteigenschaften und prozessierbaren Materialien. Im Bereich der gedruckten Elektronik kommt es, wie bei anderen Druckverfahren auch, zu erheblichen Weiterentwicklungen der herkömmlichen Verfahren. Allerdings erfordert die Anwendung und Anpassung der Massendruckverfahren für die gedruckte Elektronik nicht nur erhebliches Know-how, sondern auch im Vergleich mit den anderen Druckverfahren einen höheren Aufwand, der jedoch noch immer weit unter dem in der konventionellen Elektronik liegt. Während der Offset- und der Flexodruck vornehmlich für anorganische und organische Leiter (letzterer auch für Dielektrika) verwendet werden, eignet sich der Tiefdruck wegen der hohen erreichbaren Schichtqualität besonders für qualitätssensible Schichten wie organische Halbleiter und Halbleiter/Dielektrikum-Grenzschichten in Transistoren, in Zusammenhang mit der hohen Auflösung aber auch für anorganische und organische Leiter. Es konnte gezeigt werden, dass sich Organische Feldeffekt-Transistoren und daraus aufgebaute integrierte Schaltungen vollständig mittels Massendruckverfahren herstellen lassen.

### Tintenstrahldruck
Der Inkjetdruck ist ein flexibles und vielfältig einsetzbares digitales Druckverfahren, das mit verhältnismäßig geringem Aufwand und auch im Labormaßstab durchführbar ist. Daher ist er das für die gedruckte Elektronik wohl am häufigsten eingesetzte Druckverfahren, das sich vor allem durch eine hohe Flexibilität auszeichnet und daher speziell für die Fertigung individueller Bauteile oder geringer Stückzahlen geeignet ist. Allerdings ist er den Massendruckverfahren sowohl in Bezug auf den Flächendurchsatz (typischerweise 100 m²/h) als auch in Bezug auf die Auflösung (ca. 50 µm) unterlegen. Er eignet sich besonders für niedrigviskose, gelöste Materialien wie organische Halbleiter aber auch für organische oder anorganische Nanomaterialien. Bei hochviskosen Dispersionen oder Partikelgrößen > 500 nm steigt hingegen die Gefahr des Verstopfens der Düsen. Wegen des tropfenweisen Auftrags der Schichten ist deren Homogenität begrenzt. Diese Probleme können durch geeignete Maßnahmen abgemildert oder gelöst werden. Durch Parallelisierung, d. h. die gleichzeitige Verwendung vieler Düsen (oder jettender Dosierventile), sowie eine Vorstrukturierung des Substrates können auch bezüglich der Produktivität bzw. der Auflösung Verbesserungen erreicht werden. Allerdings wird im letztgenannten Fall für den eigentlichen Strukturierungsschritt auf Nicht-Druckverfahren zurückgegriffen. Inkjetdruck wird bevorzugt für organische Halbleiter in organischen Feldeffekttransistoren (OFETs) und organischen Leuchtdioden (OLEDs) eingesetzt, es wurden aber auch vollständig mit dieser Methode hergestellte OFETs demonstriert. Des Weiteren können Front- und Backplanes von OLED-Displays, integrierte Schaltungen, organische photovoltaische Zellen (OPVCs) und andere Bauelemente und Baugruppen mit Hilfe des Inkjetdrucks hergestellt werden. Anorganische Materialien wie bspw. Silbernanopartikel oder nanoskalige ITO Dispersionen werden ebenfalls im Inkjet-Druck eingesetzt.

### Siebdruck
Wegen der Möglichkeit, dicke Schichten aus pastösen Materialien zu erzeugen, wird der Siebdruck bereits seit längerer Zeit in industriellem Maßstab in der Fertigung von Elektronik und Elektrotechnik eingesetzt. Vor allem Leiterbahnen aus anorganischen Metallen (z. B. für Leiterplatten, Antennen oder Glucose-Teststreifen), aber auch isolierende und Passivierungsschichten werden mit diesem Verfahren hergestellt, wobei es jeweils auf eine vergleichsweise hohe Schichtdicke, aber nicht auf eine hohe Auflösung ankommt. Flächendurchsatz (ca. 50 m²/h) und Auflösung (ca. 100 µm) sind, ähnlich wie beim Inkjetdruck, begrenzt. Auch in der gedruckten Elektronik wird dieses vielseitige und verhältnismäßig einfache Verfahren vor allem für leitende und dielektrische Schichten angewandt, es können aber auch organische Halbleiter, z. B. für OPVCs, und sogar vollständige OFETs gedruckt werden.

### Weitere Verfahren
Neben den konventionellen Verfahren kommen auch neue Verfahren, die Ähnlichkeiten zum Drucken aufweisen, zum Einsatz, darunter das Microcontact-Printing und die Nanoprägelithografie. Dabei werden Schichten mit µm- bzw. nm-Auflösung in einem dem Stempeln ähnlichen Verfahren mit weichen bzw. harten Formen hergestellt. Häufig werden dabei die eigentlichen Strukturen auf subtraktivem Wege, z. B. durch das Aufbringen von Ätzmasken oder durch Lift-off-Verfahren, erzeugt. Auf diese Weise können z. B. Elektroden für OFETs hergestellt werden. Vereinzelt wird in ähnlicher Weise auch der Tampondruck verwendet. Gelegentlich wird auch die Anwendung sog. Transferverfahren, bei denen feste strukturierte Schichten von einem Träger auf das Substrat übertragen werden, zur gedruckten Elektronik gezählt. Die Elektrofotografie (der sog. Toner- oder Laserdruck) kommt bisher nicht in der gedruckten Elektronik zur Anwendung.

## Materialien
Für die gedruckte Elektronik werden sowohl organische als auch anorganische Materialien verwendet. Voraussetzung dafür ist, neben der jeweiligen elektronischen Funktionalität, dass die Materialien in flüssiger Form, d. h. als Lösung, Dispersion oder Suspension, vorliegen. Dies trifft insbesondere auf viele organische Funktionsmaterialien, die als Leiter, Halbleiter oder Isolatoren verwendet werden, zu. Mit wenigen Ausnahmen handelt es sich bei den anorganischen Materialien um Dispersionen von metallischen Mikro- oder Nanopartikeln. Ausgangspunkt der Entwicklung druckbarer elektronischer Funktionsmaterialien war die Entdeckung konjugierter Polymere (Nobelpreis für Chemie 2000) und deren Weiterentwicklung zu löslichen Materialien. Heute existiert eine große Vielfalt druckbarer Materialien aus dieser Polymerklasse, die leitende, halbleitende, elektrolumineszente, photovoltaische und andere funktionale Eigenschaften aufweisen. Andere Polymere werden meist als Isolator|Isolatoren bzw. Dielektrika eingesetzt.
Neben der jeweiligen elektronischen Funktionalität ist die Prozessierbarkeit in den Druckverfahren wesentlich für die Anwendung in der gedruckten Elektronik. Dabei können diese beiden Eigenschaften durchaus im Widerspruch zueinander stehen, so dass eine sorgfältige Optimierung erforderlich ist. Beispielsweise wirkt sich eine höhere molare Masse leitfähiger Polymere tendenziell positiv auf die Leitfähigkeit der gedruckten Schicht, aber negativ auf die Löslichkeit in dem zum Drucken verwendeten Lösungsmittel aus. Für die Prozessierung in den Druckverfahren spielen die Eigenschaften der flüssigen Formulierung wie Viskosität, Oberflächenspannung und Feststoffgehalt eine Rolle, des Weiteren sind auch Wechselwirkungen mit vorhergehenden bzw. nachfolgenden Schichten wie Benetzung, Haftung und gegenseitiges Anlösen sowie der Trocknungsprozess nach der Deposition der flüssigen Schicht zu berücksichtigen. Die Verwendung von Additiven zur Verbesserung der Prozessierbarkeit wie bei konventionellen Druckfarben ist in der gedruckten Elektronik stark eingeschränkt, da diese häufig die jeweilige Funktion beeinträchtigen.
Die Eigenschaften der eingesetzten Materialien bestimmen bereits in großem Umfang die Unterschiede zwischen der gedruckten und der konventionellen Elektronik. Einerseits bieten die Materialien der gedruckten Elektronik eine Reihe von Vorteilen, die entscheidend für die Entwicklung dieser Technologie sind. Dazu gehören neben der Prozessierbarkeit in flüssiger Form die mechanische Flexibilität sowie die Möglichkeit, funktionale Eigenschaften durch chemische Modifikationen einzustellen (z. B. die Farbe des emittierten Lichtes in der aktiven Schicht von OLEDs). Andererseits können im Allgemeinen aus organischen, insbesondere aus polymeren, Materialien nicht die hochgeordneten Schichten und Grenzflächen, wie sie in der anorganischen Elektronik verwendet werden, hergestellt werden. Das führt u. a. dazu, dass die Leitfähigkeit in gedruckten Leitern bzw. die Ladungsträgerbeweglichkeit in gedruckten Halbleitern z. T. weit unter den Werten in anorganischen Schichten liegen. Ein zurzeit intensiv untersuchter Punkt ist die Tatsache, dass in den meisten organischen Materialien die Lochleitung gegenüber der Elektronenleitung bevorzugt ist. Neuere Untersuchungen deuten darauf hin, dass es sich dabei um eine spezifische Eigenschaft von organischen Halbleiter/Dielektrikum-Grenzflächen, die in OFETs eine zentrale Rolle spielen, handelt. Daher konnten bisher keine Bauelemente vom n-Typ, im Unterschied zu p-Typ-Bauelementen, gedruckt werden, sodass in der gedruckten Elektronik bisher keine CMOS-, sondern ausschließlich PMOS-Technologie möglich ist. Schließlich liegt auch die Stabilität gegenüber Umwelteinflüssen und die Lebensdauer gedruckter elektronischer Funktionsschichten typischerweise unter der der konventionellen Materialien.
Ein wesentliches Charakteristikum der gedruckten Elektronik stellt die Verwendung von flexiblen Substraten dar, die sich günstig auf die Herstellungskosten auswirkt und die Herstellung von mechanisch flexiblen elektronischen Anwendungen ermöglicht. Während im Inkjet- und Siebdruck zum Teil noch auf starren Substraten wie Glas und Silizium gearbeitet wird, werden in den Massendruckverfahren aufgrund ihres rotativen Verfahrensprinzips fast ausschließlich Folie und Papier eingesetzt. Aufgrund des Kostenvorteils kommt häufig Polyethylenterephthalat-Folie (PET), wegen der höheren Temperaturstabilität gelegentlich auch Polyethylennaphthalat- (PEN) und Polyimid-Folie (PI) zum Einsatz. Weitere wichtige Kriterien für die Verwendung des Substrates sind eine niedrige Rauheit und eine geeignete Benetzbarkeit, die gegebenenfalls durch Vorbehandlungen (Beschichtung, Coronabehandlung) angepasst werden kann. Im Gegensatz zum konventionellen Druck wirkt sich eine hohe Saugfähigkeit in der Regel ungünstig aus. Aufgrund der niedrigen Kosten und der vielfältigen Anwendungsmöglichkeiten stellt Papier ein attraktives Substrat für die gedruckte Elektronik dar, bereitet jedoch wegen der hohen Rauheit und Saugfähigkeit technologische Schwierigkeiten. Nichtsdestoweniger sind entsprechende Entwicklungen im Gange.
Zu den am häufigsten in der gedruckten Elektronik verwendeten Materialien zählen die leitfähigen Polymere Poly-3,4-ethylendioxythiophen, das mit Polystyrensulfonat dotiert wird (PEDOT:PSS), und Polyanilin (PANI). Beide Polymere sind kommerziell in verschiedenen Formulierungen erhältlich und wurden bereits im Inkjet-, Sieb- und Offsetdruck bzw. im Sieb-, Flexo- und Tiefdruck verdruckt. Alternativ werden Silber-Nanopartikel im Flexo-, Offset- und Inkjetdruck, im letztgenannten Verfahren auch Gold-Partikel, verwendet. Neben den polymeren und metallischen Materialien rückt zudem auch der Kohlenstoff als robustes Material für gedruckte elektronische Anwendungen in den Fokus dieser Technologie.  Zahlreiche polymere Halbleiter werden im Inkjetdruck prozessiert, wobei es sich häufig um Polythiophene wie Poly(3-hexylthiophen) (P3HT) und Poly-9,9-dioctylfluorencobithiophen (F8T2) handelt. Das letztgenannte Material wurde auch bereits im Tiefdruck verdruckt. Verschiedene elektrolumineszente Polymere werden im Inkjetdruck verarbeitet, ebenso wie aktive Materialien für die Photovoltaik (z. B. Mischungen von P3HT mit Fulleren-Derivaten), die zum Teil auch im Siebdruck aufgetragen werden können (z. B. Mischungen von Polyphenylenvinylen- mit Fulleren-Derivaten). Druckbare organische und anorganische Isolatoren bzw. Dielektrika existieren in großer Zahl und können in verschiedenen Druckverfahren verarbeitet werden.

## Bauelemente und Anwendungen
Nahezu alle für elektronische Anwendungen notwendigen Bauelemente werden auch in der gedruckten Elektronik hergestellt. Schwerpunkte der aktuellen Entwicklungen bilden: OFETs, OLEDs und OPVCs, ferner auch Dioden, verschiedene Arten von Sensoren, Speicherelementen und Anzeigesystemen sowie Antennen und Batterien.
Häufig werden Elektroden und andere leitfähige Schichten in den Bauelementen gedruckt. Insbesondere die Herstellung der Source/Drain-Elektroden von OFETs im Inkjetdruck und mittels Massendruckverfahren ist Gegenstand intensiver Entwicklungen.
In OLEDs und OPVCs wird PEDOT:PSS als Beschichtung für die Anode bzw. als Anode selbst verwendet und kann im Inkjetdruck aufgetragen werden. In diesen beiden Bauelementen stellt der Druck der Kathode mangels geeigneter druckbarer Materialien noch eine große Herausforderung dar. Ebenso sind im Siebdruck aus metallhaltiger Farbe hergestellte RFID-Antennen in kommerziellen Systemen z. B. zum Diebstahlsschutz zu finden.
Des Weiteren werden auch die Halbleiterschichten in den Bauelementen mittels Druckverfahren hergestellt. So werden beispielsweise der Inkjet- und der Tiefdruck für die aktive Schicht von OFETs und der Inkjet- bzw. Siebdruck für die von OLEDs bzw. OPVCs eingesetzt. Vollständig gedruckte OFETs konnten im Inkjet- und Siebdruck sowie mittels Massendruckverfahren hergestellt werden, im letztgenannten Fall wurde auch eine vollständig gedruckte integrierte Schaltung aus mehreren OFETs demonstriert.
Integrierte Schaltungen aus OFETs, OLED-Displays und Solarzellen auf der Basis von OPVCs, die unter Verwendung von Druckverfahren hergestellt werden, sowie andere gedruckte Bauelemente und Baugruppen sollen überall dort Anwendung finden, wo die spezifischen Eigenschaften der gedruckten Elektronik von Vorteil sind, d. h. dort, wo einfache, kostengünstige, flexible und großflächige elektronische Bauteile benötigt werden.
Häufig wird in diesem Zusammenhang der Einsatz gedruckter RFID-Tags diskutiert, da die gedruckte Elektronik die Herstellung und Integration solcher Systeme zu im Vergleich mit konventionellen Systemen wesentlich geringen Kosten ermöglichen soll, so dass die Ausstattung auch großer Stückzahlen von Alltagsprodukten (sog. single-item-tagging) möglich wird. In dieser Vision sollen gedruckte RFID-Tags in Zukunft den bisher zur Warenidentifikation verwendeten Barcode ablösen.
Auf organischen, z. T. auch flüssigprozessierbaren Materialien beruhende RFID-Schaltungen wurden bereits demonstriert, jedoch ist die Leistungsfähigkeit von gedruckten Schaltungen für diese Anwendung noch nicht ausreichend. Hingegen sind einfachere, vollständig gedruckte Identifikationssysteme bereits in Anwendungen auf dem Markt zu finden.
Auf dem Gebiet der OLED-Displays ist die Organische Elektronik am weitesten hinsichtlich kommerzieller Produkte fortgeschritten. Intensive Bemühungen zielen darauf, durch den Einsatz von Druckverfahren die Herstellungskosten weiter zu senken. Eine wesentliche Herausforderung stellt dabei, neben dem Druck der Kathode, die Integration der Ansteuerelektronik (backplane) dar. Bei den damit in Zusammenhang stehenden Visionen handelt es sich vor allem um biegsame und aufrollbare Displays sowie um großflächige, flexible und dünne Leuchtmittel.
Im Umfeld der Organischen Elektronik wurden auch andere Anzeigesysteme mit ähnlichen Funktionen, wie z. B. das E-Paper, entwickelt, die z. T. kurz vor der Markteinführung stehen und in Zukunft ebenfalls mit Hilfe von Druckverfahren hergestellt werden sollen.
Großflächige und flexible, auf kostengünstigen Substraten gedruckte Organische Solarzellen sind eine weitere Vision, deren Realisierung im Rahmen der gedruckten Elektronik vorangetrieben wird. Jedoch ist auch dafür noch eine Reihe von Fragestellungen zu bewältigen, neben dem Druck der Kathode ist beispielsweise eine Erhöhung des Wirkungsgrades für einen wirtschaftlichen Betrieb erforderlich.
Allgemein wird davon ausgegangen, dass bis zur Realisierung der mit der gedruckten Elektronik verbundenen Visionen noch einige Jahre vergehen, sich in der Zwischenzeit aber zunehmend einfache Anwendungen etablieren werden. Nicht zuletzt wegen der Möglichkeit der einfachen Integration zahlreicher Funktionalitäten wird die gedruckte Elektronik als eine der Schlüsseltechnologien für die Umsetzung neuer Paradigmen der Anwendung von Elektronik angesehen, die auf eine stärkere Vernetzung und umfassendere Durchdringung in vielen Lebensbereichen abzielen und mit denen Schlagworte wie ubiquitous computing und ambient intelligence verbunden sind.

## Entwicklung der gedruckten Elektronik
Die Entwicklung der gedruckten Elektronik ist eng mit der der Organischen Elektronik verknüpft. Im Folgenden sind einige wichtige Meilensteine dieser Entwicklung aufgeführt.

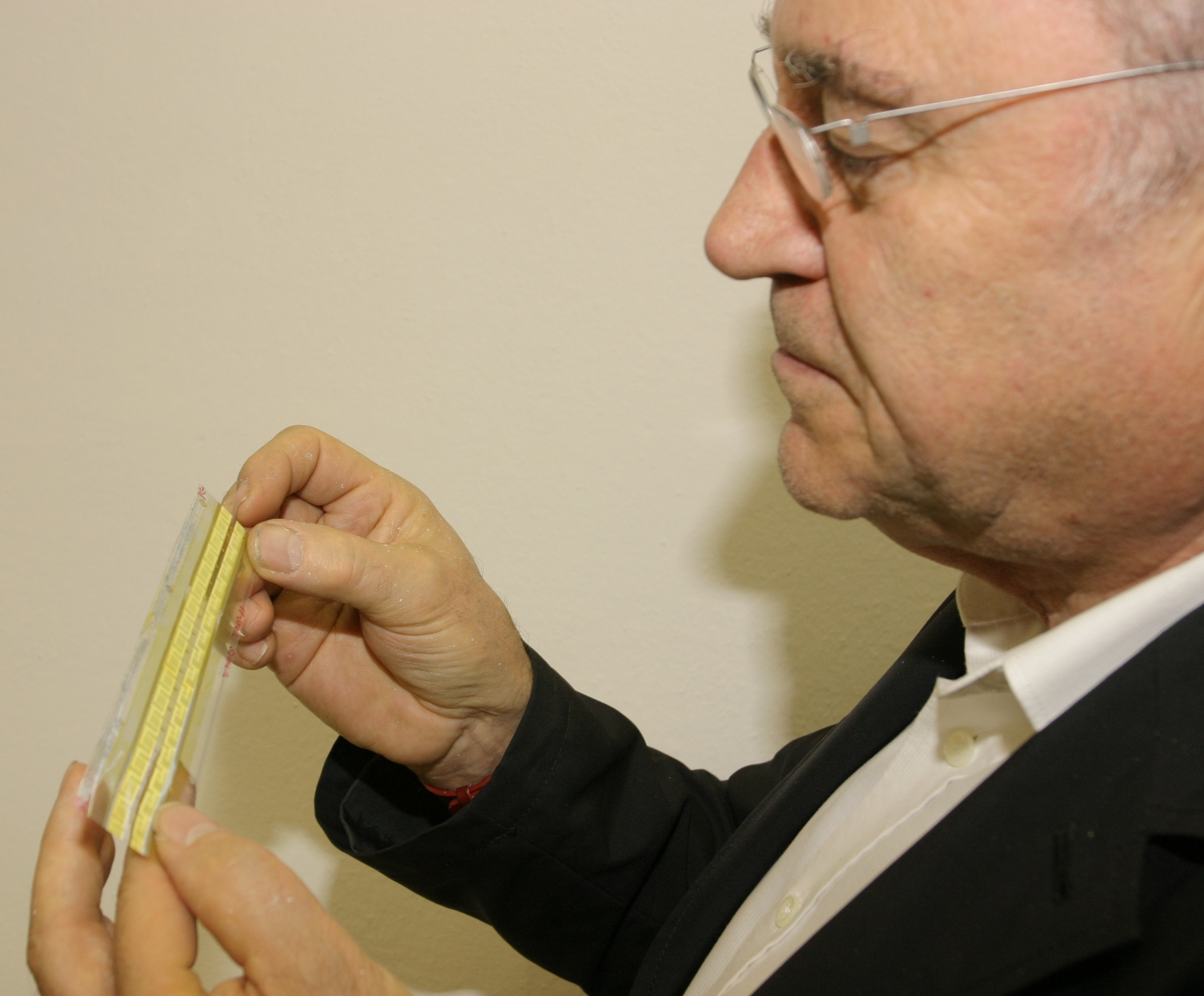
Vollständig mit Massendruckverfahren auf Folie hergestellte integrierte Schaltung (Technische Universität Chemnitz).

- vor 1986: Siebdruck von metallhaltigen Farben für Leiterbahnen in Elektrotechnik/Elektronik, Verwendung von PEDOT:PSS als Antistatikbeschichtung, Verwendung organischer Photoleiter in der Elektrofotografie
- 1986: OFET[50]
- 1986: OPVC[51]
- 1987: OLED[52]
- 1990: OFET mit flüssigprozessierter aktiver Schicht
- 1990: OLED mit flüssigprozessierter aktiver Schicht[53]
- 1994: OFET auf flexiblem Substrat[54]
- 1997: OFET mit im Siebdruck hergestellter aktiver Schicht[26]
- 1998: OLED mit im Inkjetdruck hergestellter Elektrode[39]
- 1998: integriertes OLED/OFET-Pixel mit flüssigprozessierten aktiven Schichten[55]
- 1998: OLED mit im Inkjetdruck hergestellter aktiver Schicht[56]
- 1999: OPVC auf flexiblem Substrat[57]
- 2000: OFET mit im Inkjetdruck hergestellten Elektroden[21]
- 2000: OLED auf flexiblem Substrat[58]
- 2001: OFET mit im Inkjetdruck hergestellter aktiver Schicht[42]
- 2001: vollständig im Siebdruck hergestellter OFET[19]
- 2001: OPVC mit flüssigprozessierter aktiver Schicht[59]
- 2001: OPVC mit im Siebdruck hergestellter aktiver Schicht[27]
- 2004: OPVC mit im Inkjetdruck hergestellter Elektrode und aktiver Schicht[22]
- 2005: vollständig im Inkjetdruck hergestellter OFET[18]
- 2005: OFET mit im Offsetdruck hergestellten Elektroden aus PEDOT:PSS[11]
- 2007: vollständig mit Massendruckverfahren hergestellte integrierte Schaltung[13]

### Vereinigungen
- IDTechEx.com – Portal für gedruckte Elektronik
- cintelliq – Portal für gedruckte Elektronik
- Organic Electronics Association (OEA) – Dachverband für organische Elektronik
- UK Display & Lighting (UKDL) – Dachverband für Displays und Lumineszenz
- Organic Electronics Saxony – Cluster für organische, flexible und gedruckte Elektronik
- nanoInk – Netzwerk für Spezialtinten und Industrielle Druckverfahren

### Forschungsinstitute
- Technische Universität Darmstadt, Institut für Druckmaschinen und Druckverfahren – Druckverfahren
- Universität Siegen, Institut für Nanotechnologie – zweidimensionale Materialien aus Abscheideverfahren, Nanotechnologie
- Universität Kaiserslautern - FB Physik organische Tinte für gedruckte Elektronik
- Fraunhofer-Institut für Fertigungstechnik und Angewandte Materialforschung (IFAM, Bremen) – gedruckte Elektronik
- Fraunhofer-Einrichtung für Elektronische Nanosysteme (ENAS, Chemnitz, Paderborn) – gedruckte Funktionalitäten
- Technische Universität Chemnitz, Institut für Print- und Medientechnik (Chemnitz) – Druckverfahren
- Fraunhofer-Institut für Zuverlässigkeit und Mikrointegration (Oberpfaffenhofen, Berlin) – Tintenstrahldruck; Rolle-zu-Rolle-Verfahren
- Hochschule der Medien, Stuttgart, Innovative Anwendungen der Drucktechnologien, gedruckte Batterien und Sensoren, Siebdrucktechnologie